# 天主教韋瓦克教區
天主教韋瓦克教區（拉丁語：Dioecesis Ueuakensis）是巴布亞紐幾內亞一個羅馬天主教教區，屬馬當總教區。
1913年7月25日設西威廉皇帝地宗座監牧區，1922年11月14日易名中新畿內亞監牧區。1931年8月22日升為代牧區。1952年5月15日再易名。1966年11月15日升為教區。
2010年有教友210,000人（佔轄區總人口61.0%）、四十五個堂區、卅七名司鐸。現任教區主教為若瑟·羅辛斯基。